# 世界が再び終わる日
『世界が再び終わる日』（せかいがふたたびおわるひ、Only the End of the World Again）は、アメリカのイギリス人作家ニール・ゲイマンによる短編ホラー小説。
1994年のアンソロジー『インスマス年代記』のために書き下ろされ、2001年に単行本と共に邦訳された。続いて2014年に『ラヴクラフトの怪物たち』に再録され、2019年に単行本と共に邦訳された。
人狼が登場する。ステファン・ジミアノウィッチは単行本序文にて「インスマス神話を『世界が再び終わる日』に取り込み、ラヴクラフト的な恐怖に対する伝承の恐怖を語っている」と述べている。東雅夫は『クトゥルー神話事典』にて、「“調停人”を自称する無頼の人狼が、インスマスの妖物たちと激戦を繰りひろげる、ハードボイルド・タッチの短編」と解説している。
収録単行本『ラヴクラフトの怪物たち』にて、怪物「深みのものども」を担う。

## あらすじ
「俺」ことローレンス・タルボットは人狼である。1990年代の冬のインスマスに来て2週間目の朝、彼は夜の変身の影響で気分が悪くなって嘔吐する。吐瀉物の中から、犬の前肢と子供の指を拾い、トイレに流して処分する。
ローレンスはバーを訪れるが、バーテンダーは彼が人狼であることを知っているかのような口ぶりである。仕事をするために事務所に行くと、太った男が勝手に侵入しており、世界の終わりと人狼について語り出すため、追い出す。続いて「攫われた5歳の娘と飼い犬を探してほしい」という依頼が電話で寄せられるも、ローレンスはそれを断る。次の電話はアルミ外壁の営業マンであり、彼もまた人狼と世界の終わりについて語る。電話の相手から「海から復活したものが、月を喰ってしまうだろう」と言われたローレンスは、「ならば俺は満月のたびに苦しむこともなくなるってわけか」と皮肉を交えて返答する。その後、ローレンスは占い師マダム・エゼキエルの元を訪れる。彼女もまた、彼が人狼であることを知っているようなそぶりを見せる。彼は占ってもらうもトラブルで中断し追い出される。
ローレンスはバーテンダーの案内で、蛙どもが篝火を焚いて儀式を行っている崖に行く。彼は、今は月も含めた星辰が正しい位置にあり、「深みのものども」を目覚めさせようとしているのだと説明する。その声はアルミ外壁の営業マンと同じであった。太った男とマダム・エゼキエルもすでに現場に来ており、彼らは人狼であるローレンスを生贄に「深みのものども」を復活させようとしていた。
3対1で包囲されたローレンスは、エゼキエルの刃物で喉を切り裂かれる。ローレンスは狼に変身し、エゼキエルもまた正体を現し、対決の末に俺は彼女を滅ぼす。バーテンダーは半狂乱になって襲ってくるが勢いのままに崖から墜落する。太った男は、彼女は深みのものどもの化身だったと解説し、儀式が失敗したことを認める。ローレンスは飢えを感じる中、儀式の条件である星辰の位置と、自分が変身する条件である月齢がたまたま重なったためだろうと推測する。
雪が降り積もる翌朝、食いかけの鹿の死骸の横で人間体に戻ったローレンスは、次の居場所を求めてインスマスを後にする。飛んできた鷹が落とした烏賊が、雪の上でもがき蠢く。

## 主な登場人物
- ローレンス・タルボット - 調停者を名乗る流れ者で、本作の語り手。人狼であり、特定の月齢の夜に変身する。
- バーテンダー - ぎょろ目。仕事中にテニスン卿の詩集を愛読し『クラーケン』を引用する。
- 太った男 - 厚地のコートを着ている。人外の血を引いており、コートで何かを隠している。
- アルミ外壁の電話営業 - ぎょろ目。
- マダム・エゼキエル - 占い師。言葉の発音がアメリカ人とは異なる。香水で腐敗臭を隠している。世界を終わらせるために、深淵から遣わされた化身体。

## 収録
- 学研『インスマス年代記 下』大滝啓裕訳「世界の終わり」
- 新紀元社『ラヴクラフトの怪物たち 上』植草昌実訳「世界が再び終わる日」